# Danny Boyle
Daniel Francis Boyle (n. Radcliffe, Gran Mánchester; 20 de octubre de 1956) es un director y productor de cine británico. Dirigió los filmes Shallow Grave (1994), Trainspotting (1996), A Life Less Ordinary (1997), La playa (2000), 28 días después (2002), Millones (2004), Sunshine (2007), Slumdog Millionaire (2008), 127 horas (2010), Trance (2013), Steve Jobs (2015) y  Yesterday (2019). Slumdog Millionaire le valió una estatuilla al mejor director en la 81.ª entrega de los Premios Óscar.

## Biografía
Estudió en el Thornleigh Salesian College y en la Universidad de Gales, Bangor. Boyle obtuvo reconocimiento en Gran Bretaña por haber dirigido algunas producciones para la televisión británica, incluidas el Inspector Morse y Mr. Wroe’s Virgins.
Se le asocia por trabajar con el escritor John Hodge el productor Andrew Macdonald, y el actor Ewan McGregor. Tras obtener atención internacional por la película Trainspotting esperó ganar un contrato de producción con algún estudio importante de Estados Unidos, pero la única oferta realizada fue para el cuarto filme de Alien. Usando financiamiento británico Boyle y Hodge realizaron A Life Less Ordinary, pero debido a que no había mucho presupuesto no tuvo estrellas importantes ni localizaciones atractivas, lo cual se tradujo en un fiasco de taquilla.
A pesar del fracaso de su filme anterior, fue considerado para dirigir varios proyectos entre ellos X-men, Scream, 8 Millas, American Psycho. 
Fue Ewan McGregor quien aconsejó a Boyle el adaptar la novela de culto The Beach, pero luego descubrió que el estudio quería una estrella más costosa y contrató a Leonardo DiCaprio sin consultar a Boyle, quien ya le había prometido el protagónico a McGregor. Los medios británicos y los tabloides armaron un circo de esta situación antes de que Boyle le pudiese explicar a McGregor lo que había sucedido y desde ese entonces no han trabajado juntos.
Boyle colaboró con el autor de The Beach Alex Garland en la película 28 Days Later. Una película de terror con tintes apocalípticos en donde muestra su versatilidad a la hora de dirigir al igual que en el filme familiar Millions. Después de esos dos proyectos, Boyle dirigió dos filmes de televisión para la BBC en 2001 Vacuuming Completely Nude In Paradise y Strumpet. También dirigió el corto Alien Love Triangle protagonizado por Kenneth Branagh que se suponía sería parte de un largometraje con otros dos cortos incluidos en él, pero el proyecto fue cancelado debido a que los cortos fueron convertidos en largometrajes. Se trataba de Mimic protagonizada por Mira Sorvino e Imposter protagonizada por Gary Sinise.
Dirigió Sunshine un filme de ciencia ficción protagonizado por el actor de 28 Days Later Cillian Murphy, Slumdog Millionaire un gran éxito de público y crítica en todo el mundo, y 127 horas. Slumdog Millionaire fue la gran triunfadora en la gala de los premios Óscar 2009 al llevarse ocho estatuillas, incluyendo las de mejor película y mejor director
Sus películas se caracterizan por tratar de temas serios y relacionados con la naturaleza y la conducta humana. Su trabajo engloba una ingeniosa y poco convencional comedia. Utiliza el humor negro. Su creatividad en la fotografía logra crear ambientes de gran realismo en donde le añade suspenso a varias de sus películas.
Cinco películas que han inspirado a Boyle en su carrera de director de cine son: Apocalypse Now de Francis Ford Coppola, Ladrón de bicicletas de Vittorio de Sica, Wallace y Gromit -- The Wrong Trousers de Nick Park, Au revoir les enfants de Louis Malle, y Eureka de Nick Roeg.
En el año 2012 fue el encargado de dirigir la ceremonia de inauguración de los XXX Juegos Olímpicos que tuvo lugar en Londres.
En tiempos recientes ha dirigido películas de diferentes géneros como Trance, Steve Jobs, T2: Trainspotting y Yesterday.
A pesar de que fue el director escogido para la película 007: No Time To Kill, a mediados del año 2019 decidió abandonar la dirección del filme alegando diferencias creativas aunque la verdadera causa fue que el Productor Michael G Wilson decidió no autorizar su guion ya que definía la historia como una revisión de la Guerra Fría adaptada a tiempos recientes y poco llamativa.
Entre sus futuros proyectos esta la realización de Miniserie de 6 Episodios basados en la historia del Grupo de Punk, los Sex Pistols con vistas a estrenarse para finales del 2022 y una reinvención del personaje Bíblico Matusalén sin fecha a estrenar aún.

## Filmografía
| Título                                                        | Año       | Notas                                                                |
| ------------------------------------------------------------- | --------- | -------------------------------------------------------------------- |
| 28 Years Later: The Bone Temple                               | 2026      | productor y guionista                                                |
| 28 Years Later                                                | 2025      |                                                                      |
| Pistol                                                        | 2022      | TV                                                                   |
| Yesterday                                                     | 2019      | -                                                                    |
| T2: Trainspotting                                             | 2017      | -                                                                    |
| Steve Jobs                                                    | 2015      | -                                                                    |
| Trance                                                        | 2013      | -                                                                    |
| Ceremonia de apertura de los Juegos Olímpicos de Londres 2012 | 2012      | -                                                                    |
| 127 horas                                                     | 2010      | -                                                                    |
| Slumdog Millionaire                                           | 2008      | ganador del Globo de Oro y Óscar por mejor director y mejor película |
| David Alan Grier's Chocolate News                             | 2008      | TV (en rodaje)                                                       |
| 28 Weeks Later                                                | 2007      | productor ejecutivo                                                  |
| Sunshine                                                      | 2007      | -                                                                    |
| Millions                                                      | 2004      | -                                                                    |
| 28 Days Later                                                 | 2002      | -                                                                    |
| Alien love triangle                                           | 2002      | -                                                                    |
| Vacuuming Completely Nude in Paradise                         | 2001      | TV                                                                   |
| Strumpet                                                      | 2001      | TV                                                                   |
| La playa                                                      | 2000      | -                                                                    |
| A Life Less Ordinary                                          | 1997      | -                                                                    |
| Trainspotting                                                 | 1996      | -                                                                    |
| Shallow Grave                                                 | 1994      | -                                                                    |
| Screenplay                                                    | 1993      | 1.er episodio                                                        |
| Mr. Wroe's Virgins                                            | 1993      | TV miniserie                                                         |
| Inspector Morse                                               | 1990-1992 | 2 episodios: Cherubim and Seraphim (1992) y Masonic Mysteries (1990) |
| For the Greater Good                                          | 1991      | TV                                                                   |
| The Nightwatch                                                | 1989      | TV                                                                   |
| The Hen House                                                 | 1989      | TV                                                                   |
| Monkeys                                                       | 1989      | TV                                                                   |
| The Venus de Milo Instead                                     | 1987      | TV                                                                   |
| Scout                                                         | 1987      | TV                                                                   |

## Premios y nominaciones
Premios Óscar
| Año  | Categoría            | Película            | Resultado |
| ---- | -------------------- | ------------------- | --------- |
| 2009 | Mejor director       | Slumdog Millionaire | Ganador   |
| 2011 | Mejor película       | 127 horas           | Nominado  |
| 2011 | Mejor guion adaptado | 127 horas           | Nominado  |

Globos de Oro
| Año  | Categoría      | Película            | Resultado |
| ---- | -------------- | ------------------- | --------- |
| 2008 | Mejor director | Slumdog Millionaire | Ganador   |

Premios BAFTA
| Año  | Categoría                | Película            | Resultado |
| ---- | ------------------------ | ------------------- | --------- |
| 1996 | Mejor Película Británica | Trainspotting       | Nominado  |
| 2008 | Mejor director           | Slumdog Millionaire | Ganador   |

Premios Independent Spirit
| Año  | Categoría                 | Película      | Resultado |
| ---- | ------------------------- | ------------- | --------- |
| 1996 | Mejor Película Extranjera | Trainspotting | Nominado  |

Festival Internacional de Cine de San Sebastián
| Año  | Categoría     | Película      | Resultado |
| ---- | ------------- | ------------- | --------- |
| 1994 | Concha de Oro | Tumba abierta | Ganador   |